# أناندا شيف براساد
أناندا شيف براساد (بالإنجليزية: Ananda Prasad)‏ (ولد سنة 1928) كيميائي تخصص بأهمية الزنك في التمثيل الغذائي في الجسم.
درس براساد في كلية بانتا في بيهار. حصل على شهادة الدكتوراة في جامعة مينوسوتا. عمل في إيران قبل الذهاب إلى العمل إلى الولايات المتحدة الأمريكية.